# Вищий художньо-технічний інститут
Вищий художньо-технічний інститут (рос. ВХУТЕИН) — навчальний заклад, який був створений у результаті об'єднання Вищих художньо-технічних майстерень у Ленінграді, колишньої Імператорської Академії мистецтв (заснованих у вересні 1922 р.) і ВХУТЕМАС у Москві (заснованих 1926 року). ВХУТЕІН був зачинений 1930 року під впливом боротьби з формалізмом радянського мистецтва.

## Історія
Вищий художньо-технічний інститут було засновано 1926-1927 рр. на базі ВХУТЕМАС у Москві. 
У навчальному закладі функціювали такі відділи і факультети: архітектурний, образотворчий, скульптурний, поліграфічний, текстильний, деревообробний, металообробний. Професійне навчання у ВХУТЕІНі значно відрізнялось від навчання у ВХУТЕМАСі за структурою викладів, неформальною подачею навчального матеріалу, практичним застосуванням отриманих знань.  Педагогічна система ВХУТЕІНа поступово еволюціювала від методів прийнятих у ВХУТЕМАС-ах до традиційних форм навчання, орієнтованих на підготовку головним чином художників-станковиків.  
1930 року Вищий художньо-технічний інститут у Москві зачинили, а замість нього утворили:
- Московський архітектурний інститут,
- Московський державний академічний художній інститут (якому пізніше було присвоєно ім'я В. І. Сурикова)
- Московський поліграфічний інститут (нині — Московський державний університет друку).

У квітні 1930 року на базі Вищого художньо-технічного інституту в Ленінграді (рос. ВХУТЕИНа-ЛВХТИ) було засновано Інститут пролетарських образотворчих мистецтв (рос. ИНПИИ), а 1932 року його було реорганізовано в Інститут живопису, скульптури і архітектури.
2014 року дизайнерська компанія «МОДУЛОР» за підтримки Санкт-Петербурзького Союзу дизайнерів відкрили Художньо-технічний інститут (рос. ВХУТЕИН), який назвали на честь свого побратима – Вищого художньо-технічного інституту.

## Ректори Ленінградського Вищого художньо-технічного інституту (ЛВХТИ)
- 1919—1922 рр. — Ернест Якович Штальберг[3]
- 1922 рік — Андрій Євгенович Белогруд
- 1922-1925 рр. — Василь Львович Симонов
- 1925-1929 рр. — Едуард Едуардович Ессен
- 1929-1932 рр. — Федір Опанасович Маслов